# Берріен-Спрінгс (Мічиган)
Берріен-Спрінгс (англ. Berrien Springs) — селище (англ. village) в США, в окрузі Беррієн штату Мічиган. Населення — 1910 осіб (2020).

## Географія
Берріен-Спрінгс розташований за координатами 41°56′50″ пн. ш. 86°20′25″ зх. д. / 41.94722° пн. ш. 86.34028° зх. д. (41.947262, -86.340238).  За даними Бюро перепису населення США в 2010 році селище мало площу 2,64 км², з яких 2,43 км² — суходіл та 0,21 км² — водойми.

## Демографія
Згідно з переписом 2010 року, у селищі мешкало 1800 осіб у 756 домогосподарствах у складі 463 родин. Густота населення становила 682 особи/км².  Було 837 помешкань (317/км²).
Расовий склад населення:
| - 72,7 % — білих - 12,9 % — чорних або афроамериканців - 5,1 % — азіатів - 0,4 % — вихідців з тихоокеанських островів - 0,4 % — корінних американців - 3,8 % — осіб інших рас |

До двох чи більше рас належало 4,7 %. Частка іспаномовних становила 12,9 % від усіх жителів.
За віковим діапазоном населення розподілялося таким чином: 22,8 % — особи молодші 18 років, 63,5 % — особи у віці 18—64 років, 13,7 % — особи у віці 65 років та старші. Медіана віку мешканця становила 34,6 року. На 100 осіб жіночої статі у селищі припадало 92,1 чоловіків;  на 100 жінок у віці від 18 років та старших — 83,9 чоловіків також старших 18 років.
Середній дохід на одне домашнє господарство  становив 50 161 долар США (медіана — 32 450), а середній дохід на одну сім'ю — 56 683 долари (медіана — 46 094). Медіана доходів становила 47 188 доларів для чоловіків та 33 750 доларів для жінок. За межею бідності перебувало 28,7 % осіб, у тому числі 35,8 % дітей у віці до 18 років та 18,7 % осіб у віці 65 років та старших.
Цивільне працевлаштоване населення становило 543 особи. Основні галузі зайнятості: освіта, охорона здоров'я та соціальна допомога — 38,9 %, виробництво — 11,0 %, мистецтво, розваги та відпочинок — 8,5 %, транспорт — 6,4 %.